# Mỹ-Đình-Nationalstadion
Das Mỹ-Đình-Nationalstadion (vietnamesisch Sân vận động Mỹ Đình) ist ein Fußballstadion mit Leichtathletikanlage im Distrikt Tu Liem, etwa 9 km westlich des Zentrums der Hauptstadt Hanoi. Die Anlage ist das Nationalstadion des Landes.

## Geschichte
Die im September 2003 eröffnete Anlage ist die zentrale Einrichtung des Nationalen Sportkomplexes Vietnams und verfügt über eine Kapazität von 40.192 Plätzen, davon 450 V.I.P.-Plätzen und 160 Plätzen für die Presse. Eröffnet wurde das Stadion offiziell am 2. September 2003 mit einem Spiel zwischen der vietnamesischen U-23 Auswahl und Shanghai Shenhua aus der Volksrepublik China. Die Arena ist ein kombiniertes Fußball- und Leichtathletikstadion, es wurde für die Südostasienspiele 2003 für 53 Millionen US-Dollar von der chinesischen HISG-Gruppe erbaut. Es war Ort der Eröffnungs- und Abschlussfeier, sowie der Leichtathletikbewerbe und der Fußballturniere. Ebenfalls 2004 wurden einige Vorrundenspiele des Tiger Cups im Stadion abgehalten. sowie im Dezember 2006 große Teile der Studentenspiele der ASEAN.
Im Juli 2007 diente das Mỹ-Đình-Nationalstadion als einer der vier Hauptaustragungsorte der 14. Fußball-Asienmeisterschaft; neben fünf Spielen der Gruppe B, mit den Mannschaften von Japan, Katar und der Vereinigten Arabischen Emirate, sowie des Gruppengastgebers Vietnam, wurden je ein Viertel- und ein Halbfinale in ihm ausgetragen.

## Galerie

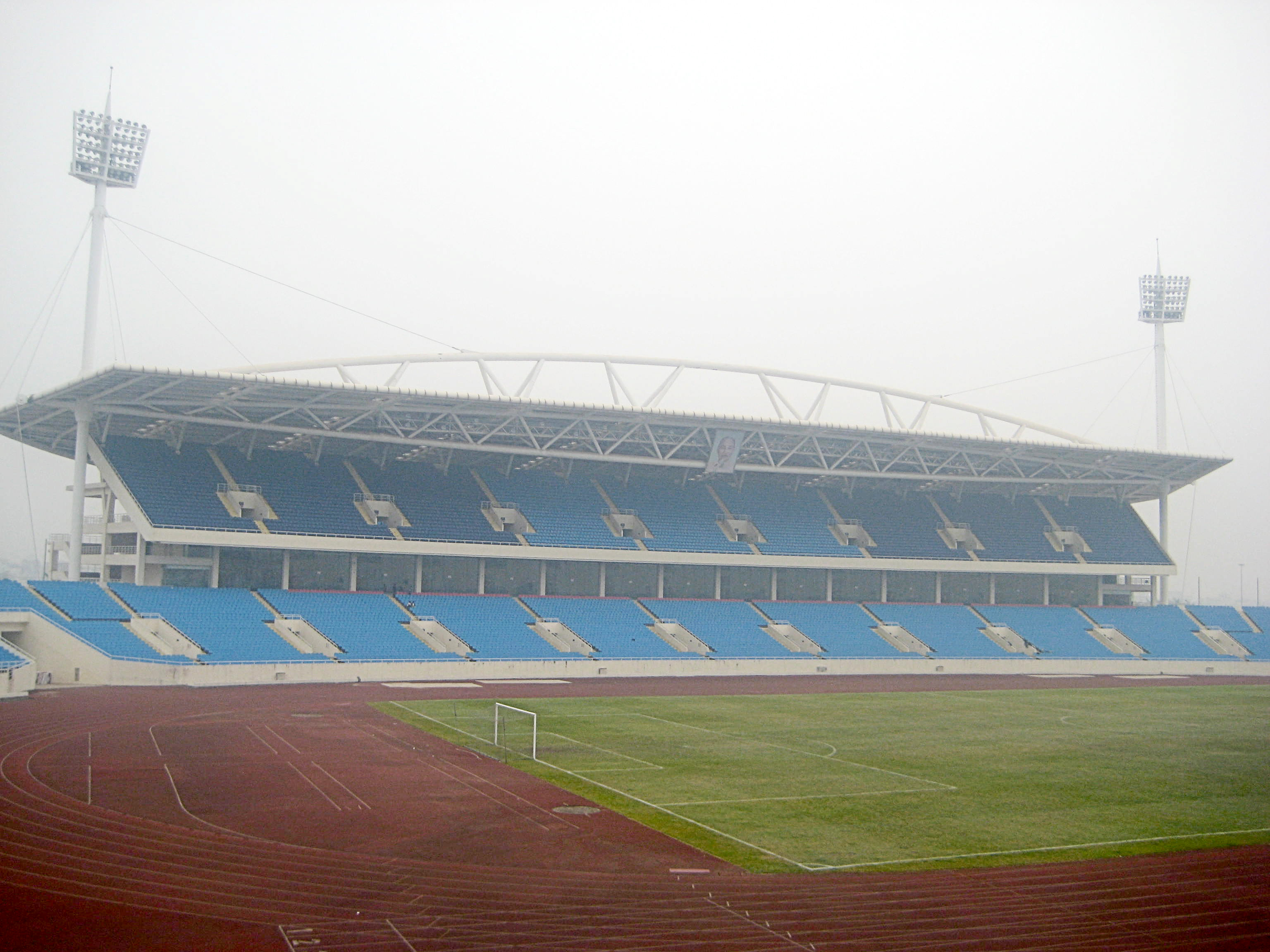
Tribüne des Nationalstadions
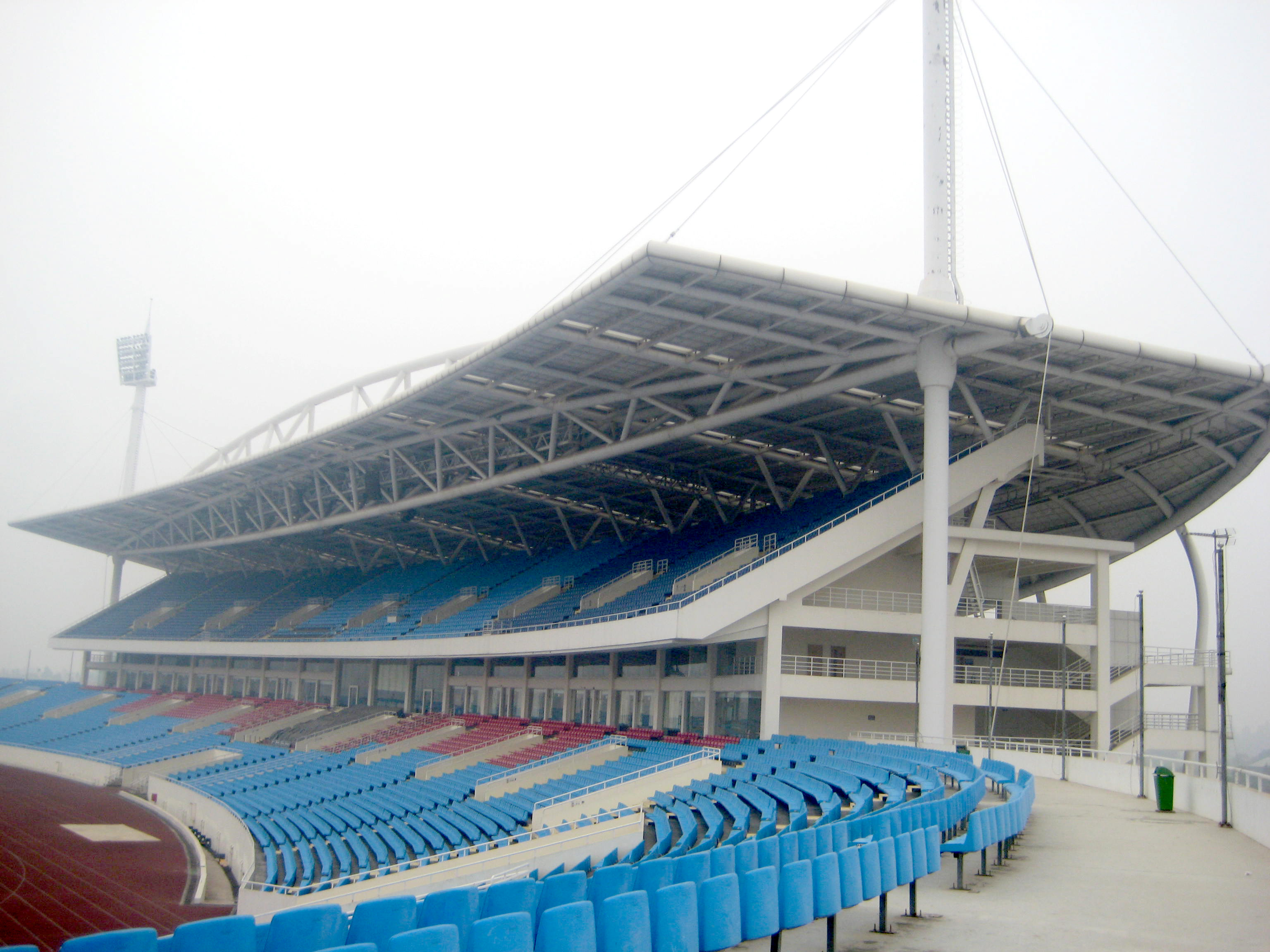
Seitenansicht der Tribüne
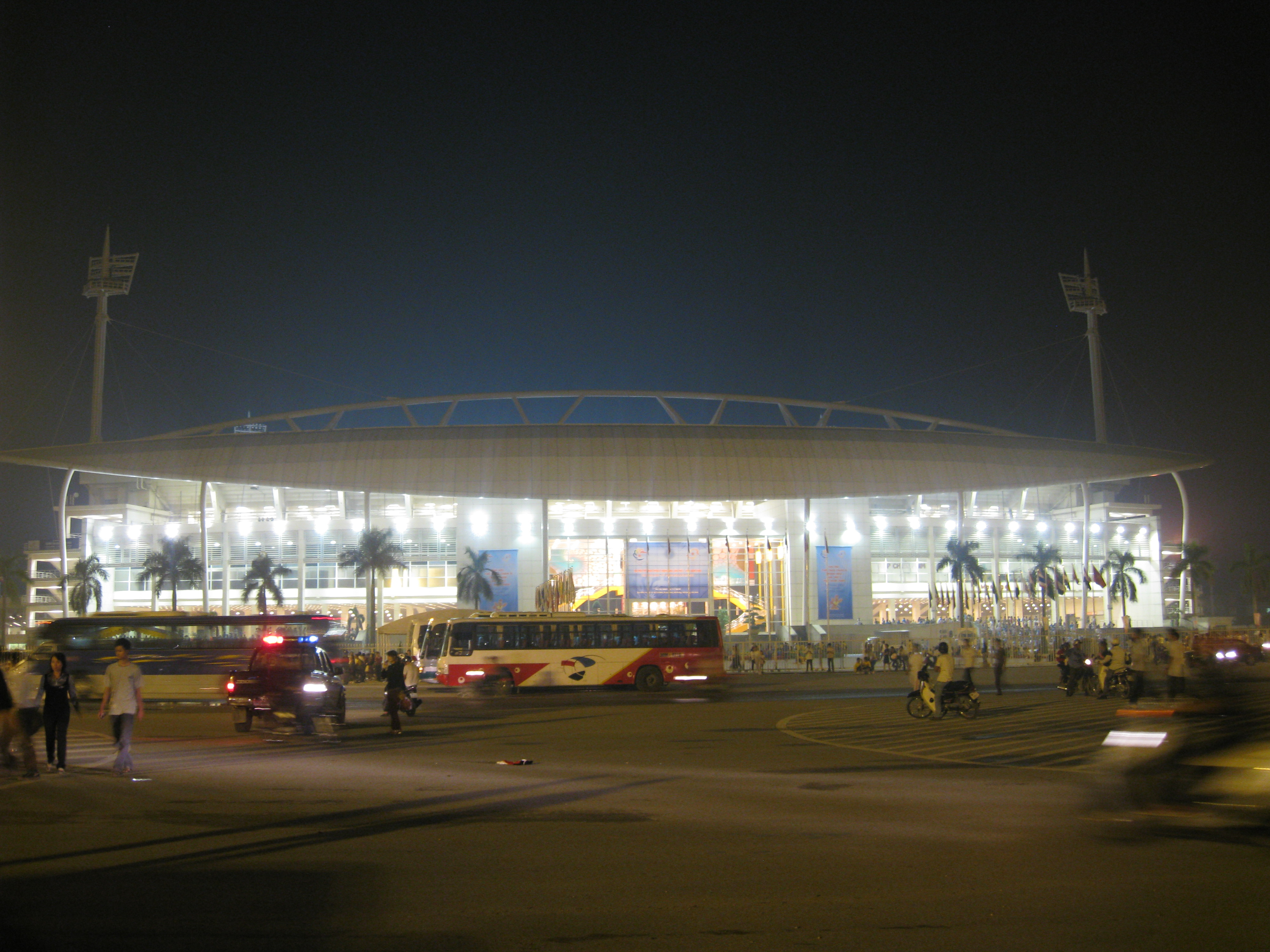
Das Stadion bei Nacht
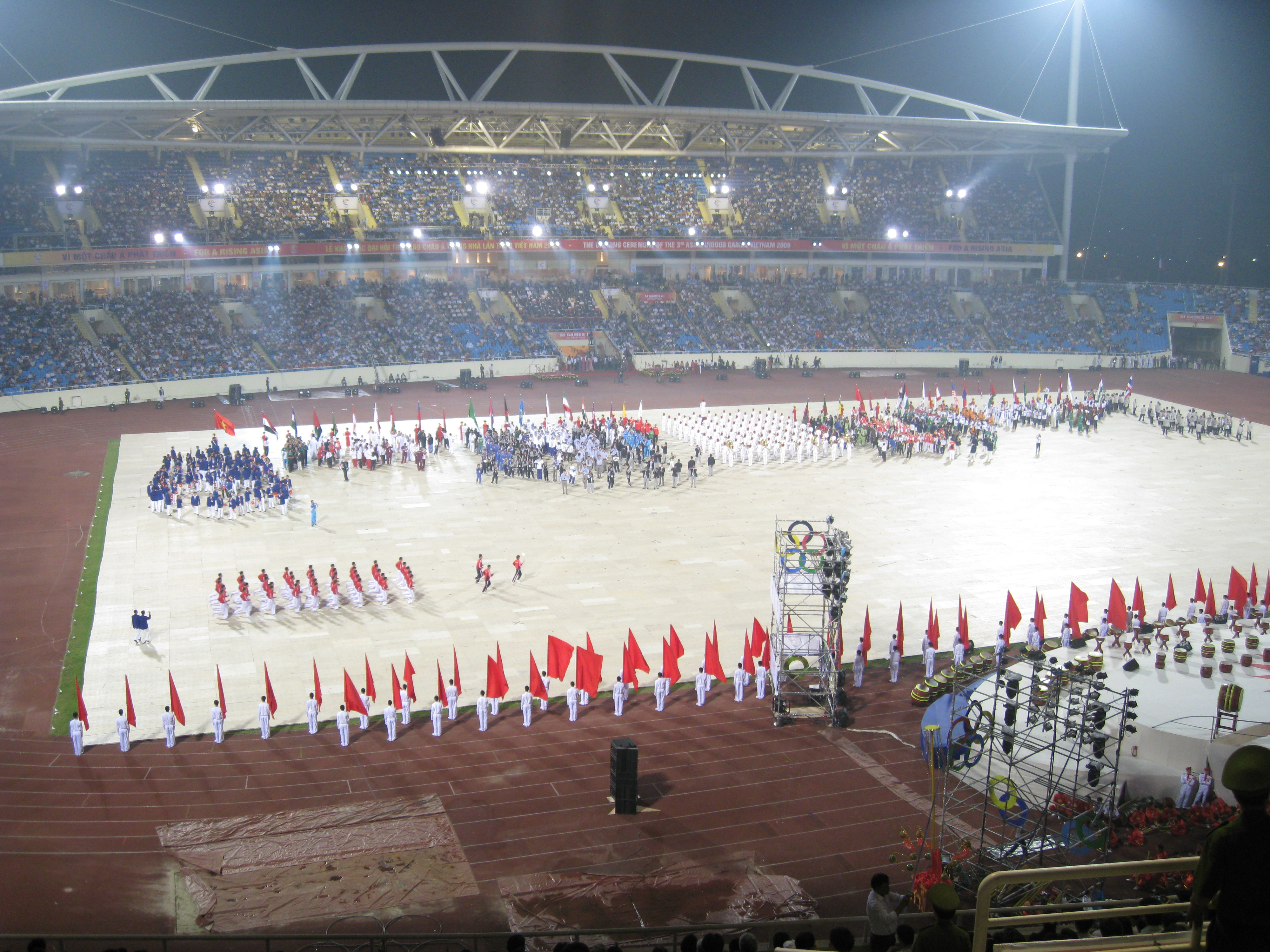
Eröffnungsfeier der Asiatischen Hallenspiele 2009